# Prise de Riohacha
Campagne fluviale et navale durant l'indépendance colombienne
(Guerre d'indépendance de la Colombie)
Batailles
m
- Chorros Blancos
- Riohacha
- Ciénaga (es)
- Carthagène des Indes

La prise de Riohacha est un affrontement militaire mené en mars 1820 dans le contexte de la guerre d'indépendance de la Colombie entre les patriotes colombiens et les royalistes de la ville de Riohacha, débouchant sur la victoire des premiers.

## Contexte
Depuis la bataille de Boyacá le 7 août 1819 et l'entrée de Simón Bolívar à Bogota le 10 août, la Nouvelle-Grenade est perdue pour les royalistes espagnols, mais ceux-ci s'accrochent encore : dans le sud, ils tiennent fermement la ville de Pasto et au nord les monarchistes contrôlent encore la côte atlantique, le bas Magdalena et les villes portuaires de Carthagène des Indes et Santa Marta. Grâce à cela ils bloquent la route fluviale et empêchent l'entrée des armes aux patriotes de l'intérieur. Cela conduit à l'offensive républicaine qui permet le contrôle du delta de la Magdalena au milieu de l'année,, les opérations dans la région sont à la charge de l'armée du Nord commandée par le colonel Mariano Montilla et la flotte du colonel José Prudencio Padilla. L'Armée du Nord en 1821 comprend 2 418 hommes. Le plan est simple : contrôler le Magdalena, prendre Santa Marta, bloquer Carthagène par la mer et attaquer Maracaibo.

### Précédente tentative
Le 11 août 1819, avec 3 navires et 200 britanniques, Gregor MacGregor occupe Riohacha, le gouverneur José Solís s'enfuyant sans lutter. Le 11 octobre, les guajiros reconquièrent Riohacha sous les ordres des capitaines de milice Clemente Iguarán et Miguel Gómez. Le gouverneur Solís, soucieux de cacher sa couardise, fait fusiller 64 prisonniers. Comme les guajiros refusent, des péninsulaires sont affectés à la besogne. Peu après, 48 autres prisonniers subissent le même sort,.

## Déroulement
Le 7 mars 1820, une expédition de 14 navires (dont 8 transports) part de Juan Griego avec 1 000 à 1 300 hommes à son bord (dont 700 Irlandais). Cinq jours plus tard, ils mouillent à Riohacha.
Ses commandants, le colonel Mariano Montilla et l'amiral Luis Brión demandent à Solis de capituler, mais Solís et la majeure partie de la population préfèrent fuir dans les environs. Une partie de la ville est incendiée. Le second de Montilla, le colonel Ramón Ayala Soriano, est nommé gouverneur et une amnistie est offerte à tous ceux qui retournent en ville. De nombreux ex-royalistes reviennent et collaborent avec le nouvel ordre.

## Suites
Immédiatement, les patriotes partent au sud. Les guérillas de Miguel Gómez qui se sont formés aux alentours sont facilement vaincues et la majeure partie de la zone est occupée. Les ordres de Simón Bolívar sont d'occuper Valledupar, Ocaña et enfin Maracaibo, ainsi le colonel Montilla part avec 500 soldats vers le premier objectif. Il réussit à l'occuper, mais les guérilleros l'isolent à l'intérieur.
Pendant ce temps, les monarchistes concentrent un fort contingent grâce à l'arrivée de renforts et de samarios et marabinos. Il est commandé par le colonel Vicente Sánchez de Lima et le lieutenant-colonel Francisco Labarcés. Face à cela, Montilla se retire sous le harcèlement constant de Gómez, arrivant épuisé à la mi-mai à Riohacha.
Des renforts étaient attendus, mais pour des raisons de guerre ils ont été envoyés au front de Pasto. Quelques-uns ont été envoyés au colonel Francisco Carmona Lara le 10 mars à Ocaña puis à Chiriguaná, mais aident peu les patriotes de Montilla. Le 20 soprt de Bucaramanga une colonne de 1 000 soldats des bataillons Rifles, Pamplona et Flanqueadores dirigés par le colonel Jacinto Lara, qui promet de prendre Santa Marta et Maracaibo[incompréhensible];
Juste au moment où Riohacha est une fois de plus encerclé, cette fois par 1 500 royalistes sous le commandement de Sánchez de Lima,, un document avec la signature de 52 officiers irlandais exigeant de meilleurs salaires et de la nourriture est présenté à Montilla. Si leurs demandes ne sont pas satisfaites, ils exigent d'arrêter de servir la Colombie et de se rendre dans la colonie britannique la plus proche. Finalement, ils cessent d'obéir aux ordres de leurs supérieurs. Profitant de la situation, les monarchistes tentent, le 25 mai, d'attaquer la ville, forçant tous les défenseurs à collaborer : Irlandais, lanciers, marins et miliciens locaux, soutenus par deux canons. Après la défense réussie, Montilla expulse Sanchez de ses positions à Laguna Salada et le poursuivit. Le 4 juin, les Irlandais commencent à être évacués et la décision est prise qu'il est urgent d'occuper Santa Marta une fois pour toutes.